# Zakład Wychowawczy im. Grotowskiego w Lublińcu
Zakład Wychowawczy im. Grotowskiego w Lublińcu – sierociniec istniejący w latach 1848–1922 w Lublińcu ufundowany przez hrabiego Franciszka Grotowskiego. Budynek został wpisany do rejestru zabytków nieruchomych województwa śląskiego jako pałac.

## Historia
Na początku XIX wieku właścicielem posiadłości lublinieckiej był Franciszek Grotowski. Na dwa lata przed śmiercią, w 1812 roku, postanowił przeznaczyć swój majątek na wybudowanie w Lublińcu zakładu wychowawczego dla sierot bez różnicy na stan i wyznanie. Dopiero jednak w 1832 roku, w sześć lat po śmierci jego żony udało się sprzedać dobra lublinieckie, uzyskując fundusze pozwalające na spełnienie woli hrabiego Grotowskiego. W 1848 r. nastąpiło otwarcie dużego gmachu sierocińca, gdzie do dzisiaj nad głównym wejściem widnieje herb fundatora obiektu, o nazwie "Łodzia". 
Do wybuchu I wojny światowej zakład ten opuściło ponad 900 wychowanków, z których większość została pedagogami. Tuż przed przejęciem Lublińca przez władze polskie - 23 lutego 1922 roku - cały sierociniec został zakupiony przez Zgromadzenie Misjonarzy Oblatów Maryi Niepokalanej, które umieściło w nim Niższe Seminarium Duchowne. Od 1946 r. przy głównej alejce parku, okalającego teren, stoi pomnik założyciela Zgromadzenia Eugeniusza de Mazenod. W latach 1925–30 Oblaci dobudowali do dawnego sierocińca dwa boczne skrzydła (przy wydatnej pomocy hrabiego Ludwika Ballestrema z Kochcic). W ramach skrzydła wschodniego powstała kaplica seminarium (obecnie dwupoziomowy kościół), który w 1941 r. stał się świątynią nowej parafii pw. św. Stanisława Kostki. 
Po II wojnie światowej część zachodnią misyjnego kompleksu odebrano Zgromadzeniu, urządzając w nim Państwowy Zakład Wychowawczy dla Dzieci Głuchych. Część ta została odgrodzona od seminarium wysokim murem, który usunięto w 2000 roku. Rok wcześniej cały obiekt ponownie wrócił do Oblatów, którzy urządzili tutaj m.in. szkołę Katolickiego Stowarzyszenia Wychowawców im. św. Edyty Stein. Na korytarzu tej szkoły umieszczona jest tablica żelazna. Odnaleziona dopiero w 1984 r. ufundowana została przez żonę Franciszka Grotowskiego, która umieściła na niej spisane po niemiecku epitafium. Jego treść brzmi następująco: 
Pamięci mnie niezapomnianego Małżonka królewskiego pruskiego radcy sprawiedliwości Pana dziedzicznego na Lublińcu i fundatora dobroczynnego zakładu wychowawczego Pana Franciszka Grotowskiego jego wierna małżonka Maria Anna Grotowska rodzona Blacha wdzięczna poświęcam. Urodził się dnia 10 października 1733, a zmarł 11 lipca 1814 w wieku 84 lat.

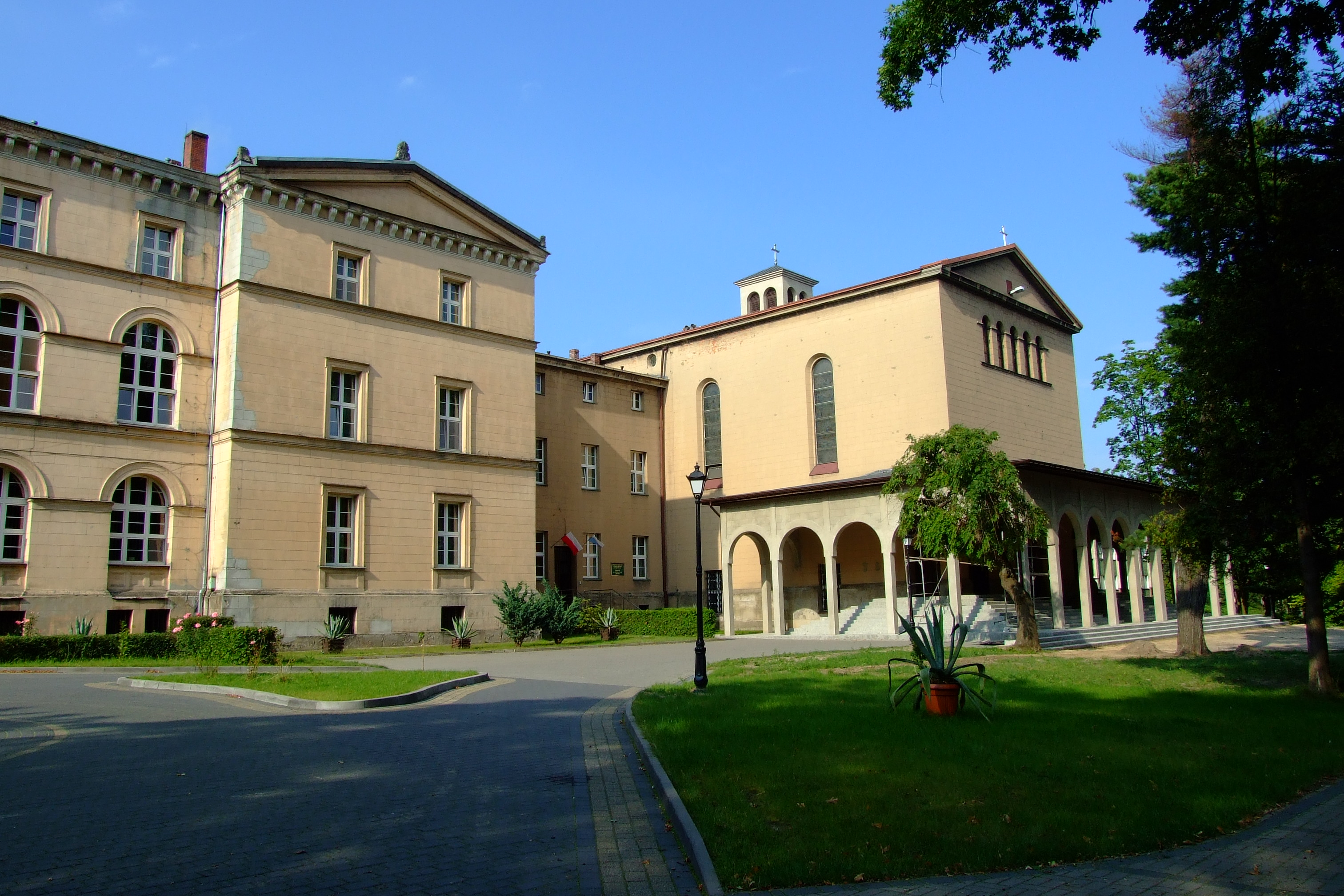
Kościół św. Stanisława Kostki przylegający do budynku dawnego sierocińca

W parku (naprzeciwko kościoła) znajduje się dużych rozmiarów replika skalnej groty Matki Bożej z Lourdes. Wybudowano ją w 1937 r. z kamieni i głazów zwiezionych przez gospodarzy z okolicznych wiosek. W 2005 roku całe otoczenie tego sakralnego kompleksu zostało uporządkowane.

## Źródła
- Andrzej Siwiński, Zabytkowy obiekt Oblatów w Lublińcu, Gazeta Częstochowska. gazetacz.com.pl. [zarchiwizowane z tego adresu (2015-11-25)].